# Didcot

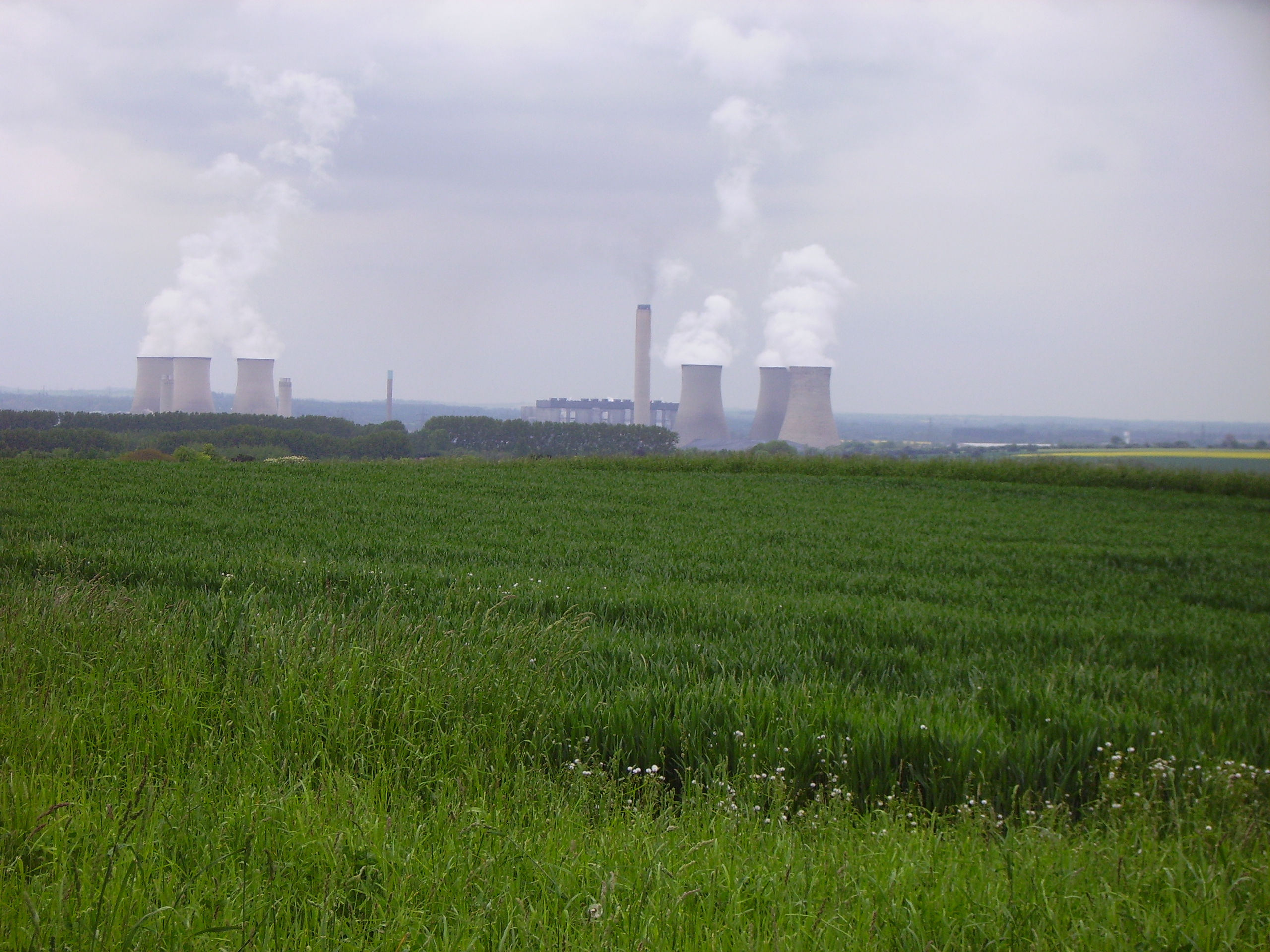
Didcot Powerstation

Didcot ist eine Stadt mit 22.000 Einwohnern im Süden von Oxfordshire, 16 km südlich von Oxford. Didcot gehörte bis zu einer Grenzänderung 1974 zum County Berkshire.
Didcot war im Ersten Weltkrieg ein wichtiger Eisenbahnknotenpunkt, da sich seit 1882 hier  eine Verbindung für die Strecken aus London, Bristol und Oxford nach Southampton befand. Die Eisenbahnlinie wurde für die Anforderungen des Zweiten Weltkrieges 1942/43 ausgebaut, aber 1966 wurde die Anbindung an Southampton geschlossen.
Didcot ist heute vor allem wegen des umstrittenen Kraftwerkes Didcot Powerstation bekannt. Die beiden Blöcke des Kraftwerks mit ihren insgesamt sechs Kühltürmen wurden von den Lesern der Zeitschrift Country Life 2003 auf Platz 3 der 10 schlimmsten Verschandelungen Großbritanniens gewählt.
An dem mit Kohle, Erdgas und Biogas zu betreibenden Kraftwerk haben sich in der Vergangenheit auch Umweltproteste entzündet. Das Kraftwerk Didcot A stellte im März 2013 die Stromproduktion ein. Am 27. Juli 2014 wurden drei Kühltürme als Teil des Abrisses des Kraftwerkes A planmäßig gesprengt. Beim Einsturz eines großen Kesselhauses am 22. Februar 2016 gab es Tote und Verletzte.
Seit 2012 besteht eine Städtepartnerschaft mit dem bayerischen Ort Planegg.